# Communistische Partij van India (maoïstisch)
De Communistische Partij van India (maoïstisch) (Engels: Communist Party of India (Maoist)) is een ondergrondse politieke partij in India, die als doel heeft om de regering van India ten val te brengen door middel van een volksoorlog. Onder de Onwettige activiteiten (Preventie) Wet wordt de organisatie aangeduid als terroristische organisatie door de overheid van India. De partij is opgericht op 21 september 2004, door de fusie van de Volksoorlog-groep en het Maoïstische Communistisch Centrum van India. De fusie werd aangekondigd op 14 oktober van datzelfde jaar. Na de fusie is er een voorlopig centrale commissie opgericht, met de vroegere Volksoorlog groep leider Muppala Lakshmana Rao, alias "Ganapathi", als secretaris-generaal.
De CPI (maoïstisch) worden vaak aangeduid als naxalieten in verwijzing naar de Naxalbari-opstand geleid door radicale maoïsten in West-Bengalen in 1967.